# Talustangara
Talustangara (Idiopsar brachyurus) är en fågel i familjen tangaror inom ordningen tättingar.

## Utseende
Talustangaran är en grå finkliknande fågel med en udda utdragen näbb. Honan är brunare än hanen och ungfåglarna är lätt streckade. Den långa näbben och en liten vit fläck under ögat skiljer den från blygrå tangara.

## Utbredning och systematik
Fågeln förekommer i Anderna längst ner i södra Peru (Puno) till norra Bolivia och nordvästra Argentina. Den behandlas som monotypisk, det vill säga att den inte delas in i några underarter.

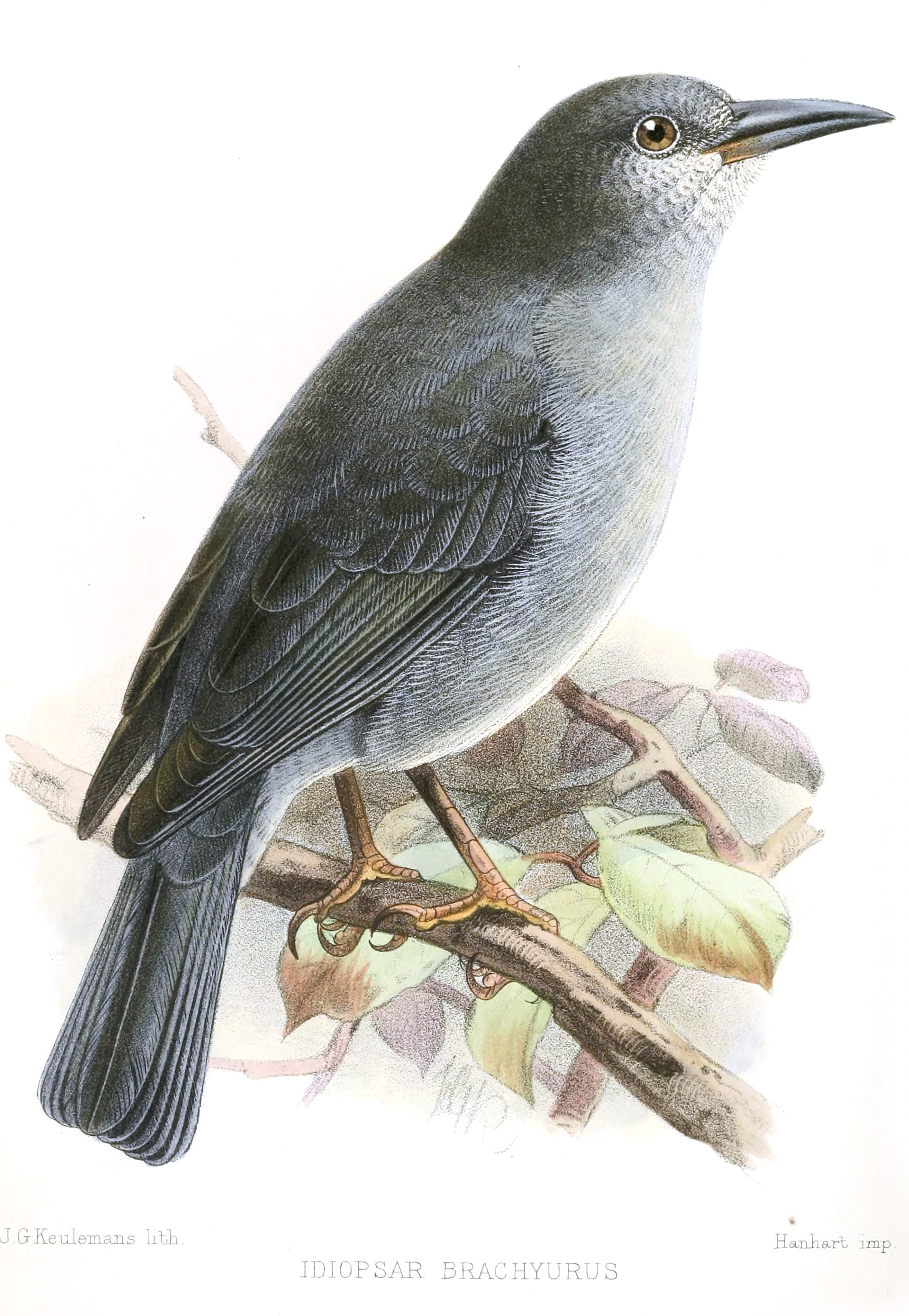

### Släktskap
Talustangaran placeras traditionellt som enda art i släktet Idiopsar. Genetiska studier visar dock att den är nära släkt med glaciärtangara, vitstrupig tangara och sadeltangara som därför numera ofta inkluderas i släktet.

## Levnadssätt
Talustangaran hittas enbart i klippblocksfält och andra steniga områden högt uppe i Anderna, vanligen ovan trädgränsen. Den ses alltid på eller nära klippblock, där den ofta sitter med huvudet pekande uppåt.

## Status
Arten har ett stort utbredningsområde och beståndet anses stabilt. Internationella naturvårdsunionen IUCN listar den därför som livskraftig (LC).

## Namn
Talus är en formation som uppkommer i samband med vittring av en bergvägg, där material som bryts loss faller ned och samlas vid väggens fot.